# Другое полушарие
Другое полушарие — международный электронный журнал литературного и художественного авангарда (с 2009 года журнал выходит в формате PDF). Главные редакторы Евгений В. Харитоновъ и Сергей Бирюков. Выходит с 2007 года под эгидой Международной Академии Зауми. Периодичность — четыре номера в год.
Журнал публикует поэтические произведения, визуальную поэзию, авангардную прозу и драматургию, произведения изобразительного искусства, существует раздел критики и библиографии, где рассказывается о новинках международного авангарда. Значительное внимание журнал уделяет истории русского и зарубежного авангарда, архивным публикациям. Так, с 2007 по 2010 год в журнале появились архивные публикации малоизвестных произведений видных деятелей русского поэтического и художественного авангарда: Алексей Крученых, Неол Рубин, Тихон Чурилин, Александр Кондратов, Серафим Павловский, Савелий Гринберг, Виктория Андреева и др.
Среди авторов журнала — Александр Горнон, Валерий Шерстяной, Ры Никонова, Сергей Сигей, Михаил Евзлин, Анна Альчук, Пётр Казарновский, Арсен Мирзаев, Константин Кедров, Елена Кацюба, Борис Констриктор, Герман Лукомников, Борис Гринберг, Света Литвак, Наталия Азарова, Олег Асиновский, Александр Бубнов, Тамара Буковская, Валерий Мишин, Эдуард Кулёмин, Вера Сажина, Анатолий Кудрявицкий, Татьяна Бонч-Осмоловская, Михаил Вяткин, Валерий Кислов, Рафаэль Левчин, Сергей Федин, Михаил Эпштейн, Максим Бородин, Михаил Лёзин, зарубежные поэты — Пьер Гарнье, Бойко Ламбовски, Румен Шомов и многие другие.
Под эгидой журнала с 2007 года проводится ежегодный фестиваль звуковой и экспериментальной поэзии «Лапа Азора».
В 2008 году при журнале открылся лейбл Another Hemisphere Records, ориентированный исключительно на издание саунд-поэзии и аудио-арта.
С 2009 года в качестве приложения к «Другому полушарию» начал выходить единственный в России журнал, посвященный саунд-поэзии и видео-арту «ARTronic Poetry».

## Редакционная коллегия и редакция
- Евгений В. Харитоновъ — Главный редактор
- Сергей Бирюков — Шеф-редактор

- Александр Бубнов (д-р филологических наук)
- Георгий Геннис
- Борис Гринберг
- Елена Кацюба
- Константин Кедров (д-р философских наук)
- Магдалена Костова-Панайотова (Болгария, д-р филологических наук)
- Евгений Степанов (кандидат филологических наук)
- Томи Хуттунен (Хельсинки, Финляндия, проф.)